# 김명환 (1965년)
김명환(1965년 ~ )은 대한민국의 노동운동가로, 전국민주노동조합총연맹 12대 위원장이었다. 투쟁이 아닌 사회적 노정교섭과 사회적 대화를 주장했으나 내부의 강력한 반발로 이어져 2020년 7월 21일 전국민주노동조합 총연맹 위원장 직을 사퇴했다.

## 경력
- 1985년 성균관대학교 영문과 입학
- 1986년 성균관대학교 제적
- 1991 철도청 입사
- 1994 전국지하철노조협의회 공동파업으로 해고 및 구속
- 2006 전국철도노동조합 수석부위원장
- 2013 전국철도노동조합 위원장
- 2014 KTX분할 민영화 저지 파업으로 해고 및 구속
- 2017 전국철도노동조합 정치통일 위원장
- 2018 전국민주노동조합총연맹 12대 위원장